# Son ar chistr
Son ar chistr (bretonsko »Pesem o jabolčniku«) je ponarodela pesem iz Bretanje. Leta 1929 sta jo v Morbihanu sestavila Jean Bernard in Jean-Marie Prima.
Sprva so jo vedno znova izvajali različni bretonski izvajalci. Prvič je bila objavljena leta 1951 pri založbi Polig Monjarret. Različica harfista Alana Stivella je postala znana po vsej Evropi leta 1970.
Sledila sta dva posnetka nizozemske skupine Bots Zeven dagen lang (1976) in Sieben Tage lang (1980), ki sta postala zelo priljubljena v Nemčiji. Ta različica je bila prav tako večkrat prirejena, med drugim v različici skupine Höhner iz leta 1995 ter skupine dArtagnan iz leta 2017 z naslovom Was wollen wir trinken.

## Druge priredbe (izbor)
- Oktoberklub: Was wollen wir trinken? (1977)
- Angelo Branduardi: Gulliver (1975/1980)
- Scooter: Remix in How Much Is the Fish (1998)
- Blackmore’s Night: All for One (2003)
- K.I.Z: Remix in Was kostet der Fisch (2008)[6]
- Mickie Krause: Jan Pillemann Otze (2009)
- Eluveitie: Lvgvs (2017)
- Gwennyn: auf dem Album Avalon (2017)[7]
- Sefa: Wat Zullen we Drinken (2018)
- Marc Korn & Jaycee Madoxx: Miracle (2019)[8][9]
- Dimitri Vegas & Like Mike: The Chase (2020)